# 新華保險
新華人壽保險股份有限公司（英語：New China Life Insurance Company Limited），簡稱新華人壽保險、新華保險，是中國一間上市保險公司。成立於1996年9月，是一家公司總資產超過3000億美元，市場佔有率位居國內壽險市場前列的大型壽險企業。2010年每年保費收入突破930億美元，名列壽險市場第三位。新華保險已為近2400萬名客戶提供了各類人壽保險，健康保險，人身意外傷害保險及養老保險服務，擁有強大的壽險銷售人員隊伍及2萬餘名內勤管理員工，國家一級分支機構 1400多個。新華保險附屬控股新華資產管理股份有限公司。總部位於北京市朝陽區建國門外大街甲12號新華保險大廈。
其股份自2011年12月15日，在香港和上海同步上市，最大股東是中央匯金31.34% ，其次是寶鋼集團15.11%、蘇黎世金融服務集團9.4%等。而這次是全球發售，H股以358,420,000 股，其中初步安排香港公開發售17,921,000 股，約占全球發售 H 股總數的 5%，國際發售 340,499,000 股，約占全球發售 H 股總數的 95%。集資額為107億港元，招股價為28．2至34．33港元。至於A股方面，招股價為23-28元人民幣，發行數量不超過15854萬股。其中，網下發行數量不超過3170.8萬股，網上發行數量不超過12683.2萬股。

## 公司結構
目前擁有新華資產管理股份有限公司、新華家園養老企業管理（北京）有限公司和新華卓越健康投資管理有限公司等子公司。新華保險擁有強大的壽險銷售人員隊伍及約5.7萬名正式員工，全國各級分支機搆1596個。迄今已為約2770.7萬名個人壽險客戶和約5.9萬名機構客戶提供了各類人壽保險、健康保險、人身意外傷害保險及養老保險服務。2012年公司實現保險業務收入人民幣977.19億元，公司總資產規模達到4936.93億元，實現保費收入正增長，繼續保持行業三甲地位。截至2011年末，新华人寿总资产规模达到3867.71亿元，归属于母公司股东的股东权益313.06亿元。保费收入947.97亿元， 净利润为27.99亿元(人民币.下同)，保险营销员人力为20.2万內含價值勁升74%至489.91億元，已賺保費增4%至953.1億元。

## 股本變動
2011年12月16日，新華保險12683.2萬股A股在上交所上市交易，總股本為311696萬股。 本次發行中網下向詢價對象詢價配售的3170.8萬股股份鎖定期為三個月，鎖定期自本次網上資金申購發行的股票在上海證券交易所上市交易之日起計算。
2012年1月11日，新華保險額外發售的258.66萬股H股以及國有股股東額外劃轉的25.866萬股H股在港交所上市交易，總股本增至311954.66萬股。
2012年3月16日，新華保險網下配售A股股票3170.8萬股上市流通，總股本為311954.66萬股。
2012年12月17日，新華保險有限售條件A股股份94204.0772萬股上市流通，總股本為311954.66萬股。
2013年7月12日蘇黎世保險以私募形式出售所持有的新華保險9,750萬股H股予少部分機構投資者，佔新華保險已發行股本的3.1%。所售股份每股定價為22.5元（約2.90美元），總發售收益將會為21.94億元。交易完成後，蘇黎世持有新華保險2.925億股H股，占其H股總量的28.28%，以及占新華保險已發行股本的9.4%。
2013年11月20日蘇黎世保險以每股25元，悉售手持的新華保險(1336)2.925億股H股或9.4%股權，套現金額高達73億元。Swiss Re(瑞士再保)承購逾1.52億股，在港交所證券披露權益網頁申報，其持有H股比例達14.78%，並沒有任何淡倉。

## 股東
- HKSCC Nominees Limited(香港中央结算(代理人)有限公司)  32.13%    境外可流通H股
- 中央汇金投资有限责任公司  31.34%    流通A股
- 宝钢集团有限公司  15.11%    流通A股
- 北京弘毅贰零壹零股权投资中心(有限合伙)  2.59%    流通A股
- CICC Securities (HK) Limited(中金证券(香港)有限公司)  2.08%    境外可流通股
- 西藏山南世纪金源投资管理有限公司  1.25%    流通A股
- 申银万国证券股份有限公司约定购回式证券交易专用证券账户  1.17%    流通A股
- 上海商言投资中心(有限合伙)  1.16%    流通A股
- 华泽集团有限公司  1.02%    流通A股
- 北京市太极华青信息系统有限公司  0.83%    流通A股

## 保費規模
| 年份   | 保費收入（萬元） |
| ------ | ---------------- |
| 2005年 | 2106183          |
| 2006年 | 2665693          |
| 2007年 | 3260626          |
| 2008年 | 5568280          |
| 2009年 | 6678102          |
| 2010年 | 9364308          |
| 2011年 | 9479667          |
| 2012年 | 9771852          |
| 2013年 | 10363979         |

## 外部連結
- 官方网站

39°54′28″N 116°26′50″E / 39.9076894°N 116.4472358°E